# Sylvia (film, 2003)
Pour les articles homonymes, voir Sylvia.
Pour plus de détails, voir Fiche technique et Distribution.
Sylvia est un film cinématographique britannique réalisé par Christine Jeffs sorti en 2003.

## Synopsis
L'histoire réelle de Sylvia Plath, une écrivaine américaine et son mari Ted Hughes, un poète anglais. Le film commence par leur rencontre à Cambridge en 1956 et se termine avec le suicide de Sylvia Plath en 1963.

## Fiche technique
- Titre : Sylvia
- Réalisation : Christine Jeffs
- Scénario : John Brownlow
- Musique : Gabriel Yared
- Photographie : John Toon
- Montage : Tariq Anwar
- Costumes : Sandy Powell
- Production : Alison Owen
- Sociétés de production : BBC Films, Capitol Films, Focus Features et Ruby Films
- Sociétés de distribution : Focus Features, Elephant Picture (Japon)
- Pays de production :  Royaume-Uni
- Genre : Biopic et drame
- Durée : 110 minutes
- Dates de sortie : 
  - États-Unis : 31 octobre 2003
  - France : 10 février 2004 (DVD)
  - Royaume-Uni : 30 novembre 2004

## Distribution
- Gwyneth Paltrow (VF : Juliette Degenne - VQ: Natalie Hamel-Roy) : Sylvia Plath
- Daniel Craig (VF : Boris Rehlinger - VQ: Daniel Picard) : Ted Hughes
- Michael Gambon (VQ: Yves Massicotte) : Professor Thomas
- Jared Harris (VQ: Jean-François Blanchard) : Al Alvarez
- Blythe Danner (VQ: Béatrice Picard) : Aurelia Plath
- Amira Casar (VQ: Éveline Gélinas) : Assia Wevill
- Andrew Havill (VQ: Vincent Davy) : David Wevill
- Lucy Davenport : Doreen
- Tandi Wright

VQ: Version québécoise source Doublage Québec

## Autour du film
Frieda Hughes, la fille de Sylvia et Ted, a accusé les réalisateurs du film de tirer profit de la mort de sa mère.